# Chressbrunnen
Chressbrunnen oder früher Kressbrunnen ist ein Ort zwischen Haslenmühle und Isenhammer südwestlich von Gossau im Kanton St. Gallen in der Schweiz. Der Ort gehört zur Gemeinde Gossau und liegt direkt unterhalb des Biotops Espel am Dorfbach Gossau an der Kantonsstrasse nach Flawil.
Der Ort wird 1453 als Kresbronnen erstmals erwähnt. In Chressbrunnen stehen vier Einfamilienhäuser sowie ein Haus mit drei Wohnungen.
In Chressbrunnen stand eine ehemalige Mühle, die Kressbrunnenmühle. Eine solche am Ort ist 1545 erstmals erwähnt. Mitte des 19. Jahrhunderts wurde die Mühle durch Johann Eberle aus Häggenschwil gekauft. Dessen Söhne übernahmen sie 1888. Die Gebrüder Eberle bauten zum Betrieb der Mühle im Glatttobel die Talsperre Buchholz mit einer Kronenlänge von 48 Metern. Sie gilt als die zweitälteste Talsperre der Schweiz. 1902 zog der ältere Sohn nach Rickenbach, sein Bruder übernahm die Mühle, die fortan Victor Eberle Mühle Kressbrunnen Electrischer Kraftbetrieb Gossau-St. Gallen hiess. Doch ein Brand setzte dem Mühlenbetrieb 1909 ein Ende und nach einem zweiten Brand zehn Jahre später war die Geschichte der Kressbrunnenmühle beendet.